# موتوربوينت أرينا نوتنغهام
موتوربوينت أرينا نوتنغهام (بالإنجليزية: Motorpoint Arena Nottingham)‏ هي ساحة داخلية متعددة الاستخدامات مرتبطة بالمركز الوطني للجليد في منطقة ليس ماركت في نوتنغهام، إنجلترا.